# Acadèmia Nord-americana de la Llengua Espanyola
La Acadèmia Nord-americana de la Llengua Espanyola (ANLE) és una institució formada per filòlegs del castellà que viuen i treballen als Estats Units, incloent escriptors, poetes, professors, educadors i experts en la llengua en si, amb la missió de donar suport i promoure l'estudi i correcta l'ús del castellà als Estats Units, incloent Puerto Rico.
Fou establerta a Nova York el 5 de novembre de 1973, va ser fundada, entre d'altres, per Tomás Navarro Tomás que havia estat director de la Biblioteca Nacional d'Espanya i estava exiliat als Estats Units.
Està composta per 1 membre honorari, 36 membres numeraris, 100 corresponents i 100 col·laboradors. És membre corresponent de la Reial Acadèmia Espanyola i pertany a l'Associació d'Acadèmies de la Llengua Espanyola des de 1980.

## Directors de l'ANLE
- Carlos McHale (1973-1978)
- Odón Betanzos Palacios (1978-2007)
- Gerardo Piña-Rosales (2008-)

## Membres notables
- Luis López Álvarez
- Robert Lima
- José Amor y Vázquez
- Carlos Paldao
- Eugenio Chang Rodríguez
- Gerardo Piña Rosales
- Georgette Dorn